# آلا تر-سارگیسیانتس
آلا تر-سارگیسیان (Ալլա Երվանդի Տեր-Սարգսյանց؛ انگلیسی: Alla Yervandovna "Yervandi" Ter-Sarkisiants؛ ۲۵ آوریل ۱۹۳۷ – ۱۶ اوت ۲۰۱۹) انسان‌شناس، و تاریخ‌نگار ارمنی‌تبار اهل روسیه بود.

## زندگی‌نامه
وی در ۲۵ آوریل ۱۹۳۷ در مسکو به دنیا آمد و در سال ۱۹۵۹ در رشته تاریخ از دانشگاه دولتی مسکو فارغ‌التحصیل گشت.  وی در ۱۶ اوت ۲۰۱۹ در سن ۸۲ سالگی در مسکو درگذشت.

## تالیفات
- The modern family in Armenia. Moscow, Nauka, 1972. 208 p.
- Ethnocultural characteristics of Armenians of the North Caucasus // Studia Pontocaucasica. 2. Krasnodar, 1995. p. 5–31.
- The Armenians. History and ethno-cultural processes. Moscow, Vostochnaya literatura RAN, 1998. 397 p.
- The history and culture of Armenian People from the ancient times to the 19th century. Moscow, Vostochnaya literatura RAN, 2005. 686 p.